# Edifici al carrer Revall, 14 (Martorell)
L'Edifici al carrer Revall, 14 és una obra del municipi de Martorell (Baix Llobregat) inclosa en l'Inventari del Patrimoni Arquitectònic de Catalunya.

## Descripció
Es tracta d'un edifici entre mitgeres estructurat en planta baixa i pis. La façana és feta de maó deixat a la vista. Les obertures, avui tapiades amb maó, eren arcs apuntats per aproximació de filades. L'edifici destaca sobretot pels seus remats, a la zona superior hi ha obertures molt verticalitzants, formant un frontó amb formes similars a merlets; trobem buits i plans, motllures i altres recursos que donen molt de dinamisme al mur. Aquesta és la façana sud i la distingim de la nord, de tipologia similar, pel relleu d'una figura femenina al centre.

## Història
En origen fou una central elèctrica, la primera que tingué Martorell.